# Кошир, Жан
Жан Ко́шир (словен. Žan Košir; род. 11 апреля 1984 года, Крань, Гореньска, Югославия) — словенский сноубордист, трёхкратный призёр Олимпийских игр, серебряный призёр чемпионата мира 2015 года. На церемонии закрытия зимних Олимпийских игр в Сочи был знаменосцем сборной Словении. Многократный победитель этапов Кубка мира, обладатель Кубка мира 2014/15 в зачёте параллельных дисциплин.

## Биография
Жан Кошир стал кататься на сноуборде в возрасте 13 лет. Он катается в позиции гуфи. Его тренером стал Петер Котник — тренер клуба «Закон».
Жан получил прозвища Жану Кейн и Дука.
Хобби Жана Кошира является сёрфинг, велосипед, теннис, баскетбол, туризм, общение с друзьями.
Кумиром Жана стал швейцарский теннисист Роджер Федерер.
Девиз Жана Кошира:
Тело спортсмена — это его инструмент, и крайне важно заботиться об этом инструменте.

## Результаты на крупнейших соревнованиях

### Зимние Олимпийские игры
| Олимпийские игры | Параллельный гигантский слалом | Параллельный слалом |
| ---------------- | ------------------------------ | ------------------- |
| 2010 Ванкувер    | 6                              | н/д                 |
| 2014 Coчи        | 3                              | 2                   |
| 2018 Пхёнчхан    | 3                              | н/д                 |
| 2022 Пекин       | 11                             | н/д                 |

### Чемпионаты мира
| Чемпионат мира     | Параллельный гигантский слалом | Параллельный слалом |
| ------------------ | ------------------------------ | ------------------- |
| 2005 Уистлер       | 34                             | —                   |
| 2007 Ароза         | не выступал                    | не выступал         |
| 2009 Канвондо      | 9                              | 13                  |
| 2011 Ла-Молина     | 6                              | 10                  |
| 2013 Стоунем       | 4                              | 31                  |
| 2015 Крайшберг     | 2                              | 5                   |
| 2017 Сьерра-Невада | не выступал                    | не выступал         |
| 2019 Парк-Сити     | 5                              | 10                  |
| 2021 Рогла         | 21                             | 19                  |
| 2023 Бакуриани     | 11                             | 10                  |

### Победы на этапах Кубка мира (6)
| № | Сезон   | Дата        | Место проведения | Дисциплина                         |
| - | ------- | ----------- | ---------------- | ---------------------------------- |
| 1 | 2012/13 | 12 янв 2013 | Бадгастайн       | Параллельный слалом                |
| 2 | 2014/15 | 9 янв 2015  | Бадгастайн       | Параллельный слалом (2)            |
| 3 | 2014/15 | 28 фев 2015 | Асахикава        | Параллельный гигантский слалом     |
| 4 | 2014/15 | 1 мар 2015  | Асахикава        | Параллельный слалом (3)            |
| 5 | 2018/19 | 16 фев 2019 | Пхёнчхан         | Параллельный гигантский слалом (2) |
| 6 | 2020/21 | 6 мар 2021  | Рогла            | Параллельный гигантский слалом (3) |